# Рудолф фон Анхалт
Рудолф фон Анхалт (на немски: Rudolf von Anhalt; † 28 ноември 1406) от род Аскани, е принц от Анхалт-Бернбург и от 1401 до смъртта си като Рудолф (II/III) фон Анхалт епископ на Халберщат.

## Живот
Той е вторият син на княз Хайнрих IV фон Анхалт-Бернбург († 1374/1375) и съпругата му София вер. фон Щолберг. Брат е на княз Бернхард V († 1420) и на Аделхайд († сл. 1374), абатиса на Гернроде (1348 – 1374).
Рудолф II е през 1390/1392 г. каноник в катедралата на Магдебург, каноник на катедралите на Халберщат и Хилдесхайм. През 1400 г. той е избран за епископ на Халберщат, започва тази служба през 1401 г.
Рудолф фон Анхалт умира на 28 ноември 1406 г. и е погребан в катедралата на Халберщат.